# Procesul medicilor

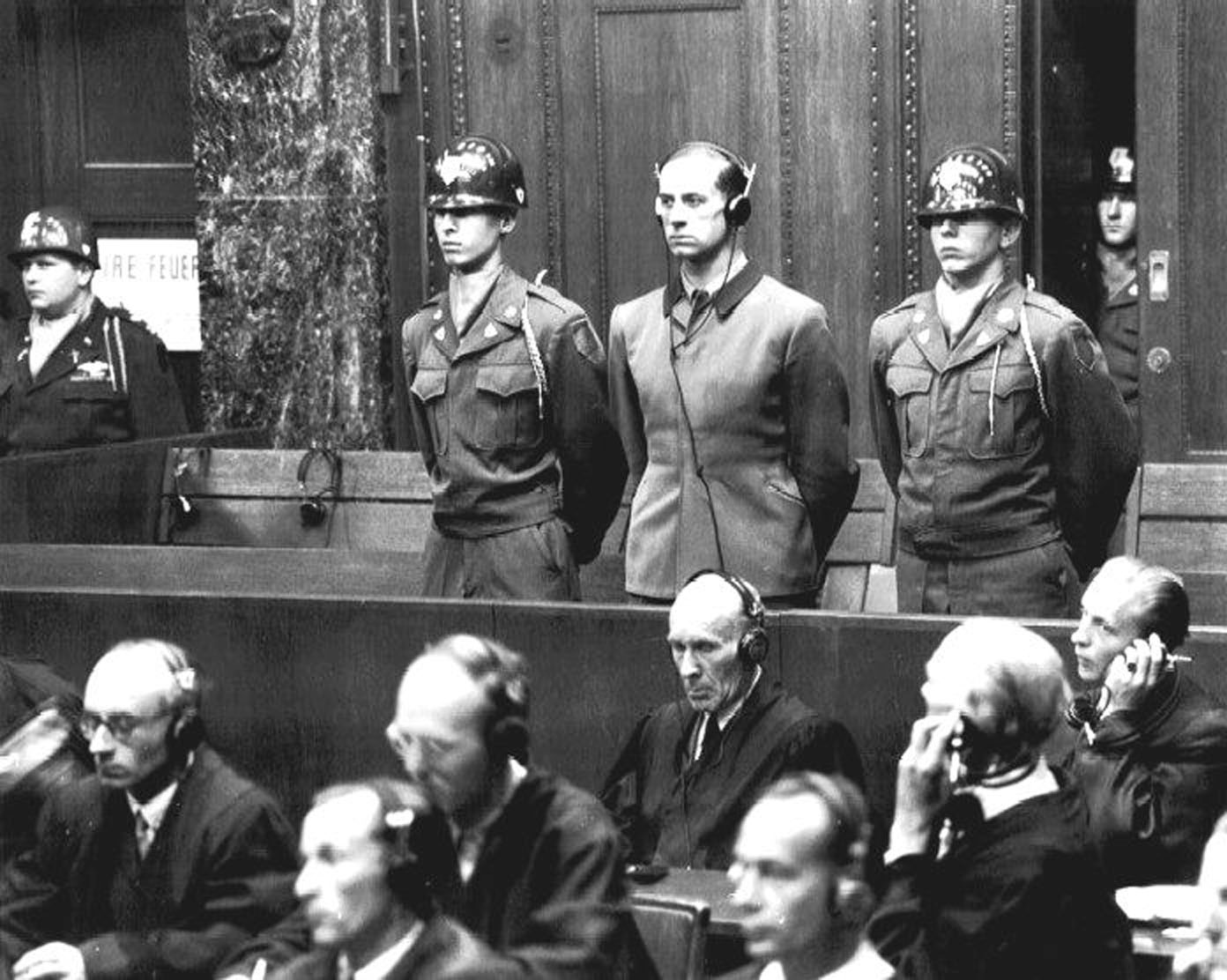
O condamnare la moarte prin spânzurare este pronunțată de un tribunal american de crime de război asupra medicului personal al lui Adolf Hitler, în vârstă de 43 de ani Karl Brandt. Brandt a fost, de asemenea, Reichskommissar (Comisarul Reich) pentru sănătate și salubritate

Procesul medicilor (oficial Statele Unite ale Americii împotriva lui Karl Brandt și alții) a fost primul din cele 12 procese de crimă de război ale medicilor germani pe care autoritățile americane le-au ținut în zona lor de ocupație din Nürnberg, Germania, după încheierea Al doilea război mondial. Aceste procese au avut loc în fața instanțelor militare americane, nu în fața Tribunalului Militar Internațional, ci au avut loc în aceleași camere la Palatul de Justiție. Procesele sunt denumite în mod colectiv "Procesele ulterioare din Nürnberg", în mod oficial "Procesele criminalilor de război în fața tribunalelor militare din Nürnberg" (NMT).
Douăzeci dintre cei douăzeci și trei de acuzați au fost medici (Viktor Brack, Rudolf Brandt și Wolfram Sievers au fost oficialii naziști) și au fost acuzați că au fost implicați în experimentarea umană a naziștilor și în asasinarea în masă, sub masca eutanasiei. Josef Mengele, unul dintre medicii de frunte ai nazismului, a evitat capturarea.
Judecătorii, care au fost în completul de la Tribunalului Militar I, au fost Walter B. Beals (judecător președinte) de la Washington, Harold L. Sebring din Florida și Johnson T. Crawford din Oklahoma, cu Victor C. Swearingen, un fost asistent special al Procurorului General din Statele Unite, în calitate de judecător supleant. Șeful de consilier al procurorului a fost Telford Taylor, iar procurorul șef a fost James M. McHaney. Rechizitoriul a fost depus la 25 octombrie 1946; procesul a durat de la 9 decembrie acel an până la 20 august 1947. Dintre cei 23 de inculpați, iar 7 au fost achitați și 7 au fost condamnați la moarte; restul au primit sentințe de închisoare de la 10 ani până la închisoare pe viață.